# 顔邵
顔 邵（がん しょう、生年不詳 - 426年）は、南朝宋の官僚。本貫は琅邪郡臨沂県。曾祖父は東晋の右光禄大夫の顔含。祖父は顔髦。父は顔綸。従弟は顔延之。

## 経歴
永初3年（422年）、謝晦が領軍将軍となると、顔邵はその下で領軍司馬となった。景平2年（424年）、謝晦が少帝を廃して文帝を立てようと計画した時には、顔邵はその参謀を務めた。同年（元嘉元年）、謝晦が撫軍将軍・荊州刺史として江陵に赴任すると、顔邵はその下で諮議参軍となり、録事を兼ね、撫軍府の事務を全て委任された。謝晦の身に禍が起こることを予見して、竟陵郡太守の任を猟官して離れようとした。しかし、郡に赴任する前に謝晦が官軍の討伐を受けることとなり、顔邵は謝晦に共に起兵するよう求められたため、薬を飲んで死んだ。

## 子女
- 顔師伯
- 顔師仲（中書郎、晋陵郡太守）
- 顔師叔（司徒主簿、南康国相）

## 伝記資料
- 『宋書』巻77 列伝第37
- 『南史』巻34 列伝第24